# Alta Comissió de l'Índia, Colombo
India House és la residència oficial a Colombo de l'Alt Comissionat de l'Índia a Sri Lanka. Va ésser construïda entre 1926 i 1927 pel Banc Imperial de l'Índia i assumida pel Govern de l'Índia el 1956. És un bungalow d'estil colonial, amb amplis jardins.